# Английският пациент
„Английският пациент“ (на английски: The English Patient) е американско-британски пълнометражен игрален филм, създаден през 1996 г. по едноименния роман на Майкъл Ондатджи (канадски автор, удостоен с престижната награда „Букър“). Режисьор на филма е Антъни Мингела. В него участват Ралф Файнс, Жулиет Бинош, Кристин Скот Томас, Уилям Дефо и др. Музиката е на Габриел Яред.
Филмът има 9 награди Оскар (вкл. за „най-добър филм“, „най-добра режисура“ и „най-добра поддържаща женска роля“ на Жулиет Бинош) и 3 награди Златен глобус.

## Сюжет
Сюжетната основа на филма е историята за една обречена и трагична любов на фона на Втората световна война. В полева болница в Италия медицинската сестра Хана (Жулиет Бинош) се грижи за обгорял до неузнаваемост пилот. Тежка амнезия държи самоличността му в неизвестност и единственото, което намеква нещо за произхода му, е неговият английски. При евакуация на лазарета, сестра Хана предлага да остане с „английския пациент“ в руините на изоставен манастир, убедена, че той няма да издържи пътуването. Останали сами, Хана постепенно събира историята на пилота от откъслечните му спомени. „Английският пациент“ всъщност се оказва унгарския граф Ласло Алмаши (Ралф Файнс) - изследовател, който поема с екип от учени тежката задача да картографира неизследваните пустинни райони в Северна Африка. Скоро към екипа на Алмаши се присъединява англичанинът Джефри Клифтън (Колин Фърт), придружаван от красивата си съпруга Катрин (Кристин Скот Томас). В живота на Алмаши нахлува една забранена любов. Войната обаче, със своята жестокост и безкомпромисност, опустошава всичко.

## Български дублажи
| Озвучаващи артисти | Албена Павлова |

| Озвучаващи артисти  | Петя Абаджиева Йорданка Илова Таня Димитрова Силви Стоицов Светозар Кокаланов Ивайло Велчев |
| Преводач            | Ирина Ценкова                                                                               |
| Тонрежисьор         | Цветомир Цветков                                                                            |
| Режисьор на дублажа | Димитър Кръстев                                                                             |